# Monsheim (commune fusionnée)
Pour les autres significations, voir Monsheim.
La Commune fusionnée de Monsheim  est une Verbandsgemeinde dans l’arrondissement d'Alzey-Worms (en allemand Landkreis Alzey-Worms) en Rhénanie-Palatinat. 
Le chef-lieu de la Verbandsgemeinde Monsheim est la commune de Monsheim.
Les communes suivantes (Ortsgemeinden) font partie de la Verbandsgemeinde Monsheim :
- Flörsheim-Dalsheim
- Hohen-Sülzen
- Mölsheim
- Mörstadt
- Monsheim (avec  Kriegsheim)
- Offstein
- Wachenheim